# Dimítrios Baxevanákis
Dimítrios Baxevanákis (en grec Δημήτριος Μπαξεβανάκης), né le 17 novembre 1959, est un homme politique grec.

## Biographie
Aux élections législatives grecques de janvier 2015, il est élu député au Parlement grec sur la liste de la SYRIZA dans la circonscription de l'Élide.